# 佩庫利涅伊湖
佩庫利涅伊湖（俄語：Пекульнейское озеро）是俄羅斯的湖泊，位於白令海西北部，由楚科奇自治區負責管轄，面積435平方公里，湖泊海拔高度0.7米，該湖北岸是高地，南面則是低地，湖岸被苔原覆蓋。